# Wiesiółka (przystanek kolejowy)
Wiesiółka – przystanek kolejowy w Wiesiółce, w województwie śląskim, w Polsce. 
Stacja prowadzi ruch lokalny do Katowic, Zawiercia, Częstochowy.

## Ruch pasażerski[1]
| Rok  | Wymiana pasażerska na dobę |
| ---- | -------------------------- |
| 2017 | 50-99                      |
| 2018 | 50-99                      |
| 2019 | 100-149                    |
| 2020 | 50-99                      |
| 2021 | 50-99                      |
| 2022 | 100-149                    |
| 2023 | 100-149                    |
| 2024 | 200-299                    |